# Дауров, Сослан Тамазович
Сослан Тамазович Дауров (осет. Дауыраты Тамазы фырт Сослан; белор. Даураў Саслан Тамазавіч; 15 января 1991 года, Владикавказ) — белорусский борец, по национальности — осетин. Серебряный призёр Европейских игр 2015 в Баку. Сослан Дауров стал первым спортсменом, завоевавшим медаль Европейских игр для Беларуси.

## Биография
Сослан Дауров родился во Владикавказе 15 января 1991 года. В детстве увлекался всевозможными видами спорта. В 2013 году начал выступать за сборную Беларуси в греко-римской борьбе. Ранее, выступая за Россию, был участником юниорского чемпионата. Участвовал в соревнованиях «Дортмунд-2014». Был квалифицирован как участник I Европейских игр в Баку. Дошёл до финала в категории 59 кг, где уступил спортсмену из России Степану Маряняну, став серебряным призёром Игр. Серебро Даурова стало первой наградой сборной Беларуси на Европейских играх. За достижение высоких спортивных результатов удостоен звания «мастер спорта Республики Беларусь международного класса».
Тренер ― Вячеслав Максимович.